# 分離定理
数理経済学における分離定理（ぶんりていり）、またはフィッシャーの分離定理とは、株式会社の経営判断において、異なる選好を持つ多様な投資家を、抽象的に捉えることを可能にする理論である。
株式会社は一般に、多数の投資家が資本金を提供し、それに応じた配当金を受け取る形を取る。ここで株式会社の経営陣は、投資家の一人一人の投資選好を考慮して経営しなければならないのかという疑問が生じる。分離定理が示すところによれば、株式会社は追加の投資の利益率が市場金利と等しくなるまで投資をおこなうことで、すべての投資家のリターンを最大化できる。

## 理論

### 収穫逓減の法則
1億円投資して建てた工場が、毎年2500万円の利益を生み出しているとする。この場合は4年で投資を回収できることになる。
この工場にさらに1億円投資しても、一般には利益が倍増せず、たとえば毎年1500万円しか利益が増加しないことになる。合計で2億円投資して、毎年4000万円の利益となるので、回収期間は5年に延び、悪化したことになる。
このように、追加の1億円は、最初の1億円ほどは利益を生まないという性質を「収穫逓減の法則」と呼ぶことがある。原因として、販売量を多くするには要求の厳しい顧客に応える必要があるためにコストがかかる、といったものが考えられる。

### 投資家の選好
さて、株式会社が工場を建設するとき、小さい投資で高い利益率を取るのか、それとも大きな投資で利益の総額を追うのかという意思決定をおこなう必要がある。これには無数の段階がある。
先ほどの例で、さらに1億円投資して、毎年1000万円の利益増が見込める場合、つまり3億円の投資に対して毎年5000万円の利益で回収期間6年はどうなのか。さらに1億円投資して、毎年500万円の利益増が見込める場合、つまり4億円の投資に対して毎年5500万円の利益で回収期間7年強はどうなのか。
結局は投資家の投資方針の問題であるが、株式会社には多数の投資家が関わっているため、もしある投資家は追加の1億円を投資すべきだと考え、別の投資家は投資すべきでないと考えているとすると、株式会社というシステム自体が成立しなくなってしまう。

### 資本市場
分離定理はここで、資本市場の存在を利用している。ここでは年率10%の金利で資金を借りることも貸すこともできると仮定して説明をおこなう。1億円を預ければ1年で1000万円のリターンが得られ、逆に毎年1000万円を払って1億円借りることもできる。
先ほどの例で、「あと1億円投資して1500万円の追加利益を得るべきでない」と考えている投資家は、資本市場から借り入れて投資をすれば、借り入れの利子よりも投資のリターンの方が大きくなる。逆に、「あと1億円投資して500万円の追加利益を得るべきだ」と考えている投資家は、その投資分を資本市場に貸し出して利子をもらうべきだということになる。
こうして株式会社は、投資の見返りが資本市場の金利と等しくなるまで投資を行えばよいという理論が導かれる。これが分離定理である。先ほどの例で言えば、追加の1億円の見返りが年1000万円になったところ(3億円の投資に対して年5000万円のリターン)で追加投資をやめればよいということになる。